# Leleplező
A leleplező olyan személy, aki információt szivárogtat ki a médiának, illetve a médiában azzal a céllal, hogy főleg a vállalatán, intézményén belüli szabálytalanságokat hozza nyilvánosságra. Leleplezők tártak már fel korrupciót, fegyvercsempészést, állampolgárok lehallgatását és vélemény nyilvántartását, katonaság által civilek ellen elkövetett bűntetteket, környezetvédelmi bűntetteket és az egészségügyben észlelhető hiányosságokat. A leleplezőt gyakran komoly következmények sújtották, mint például kémkedés, munkáltató sérelmére elkövetett rágalmazás vádja és elbocsájtás vagy áthelyezés. Az angol kifejezés (whistleblower=sípfúvó) onnan ered, hogy az angol rendőrség régebben sípszóval hívta fel a figyelmet egy folyamatban levő bűncselekményre.

## Ismert leleplezők
- Jeffrey Wigand, az Egyesült Államok dohányiparáról
- Paul van Buitenen, az Európai Bizottságról
- Cynthia Cooper és Sherron Watkins, az Enron-botrányról (wd)
- Mordechai Vanunu, Izrael atomfegyver-programjáról
- Heinrich Kieber, a liechtensteini bankbotrányról
- Peter Rost, az amerikai gyógyszeriparról
- Daniel Ellsberg, aki kiszivárogtatta a Pentagon Paperst (wd), az Egyesült Államok szerepéről a vietnámi háborúban.
- Chelsea Manning, aki titkos iratokat (az ún. iraki illetve afgán háborús napló) szolgáltatott ki a WikiLeaks-nek.
- Sergej Magnitskij, leleplezte a korrupciót az orosz állami vállalatoknál
- Edward Snowden, aki nyilvánosságra hozta a amerikai NSA globális lehallgató tevékenységét
- Julian Assange, (WikiLeaks)

## Fordítás
- Ez a szócikk részben vagy egészben  a   Visselblåsare című svéd Wikipédia-szócikk fordításán alapul.  Az eredeti cikk szerkesztőit annak laptörténete sorolja fel. Ez a jelzés csupán a megfogalmazás eredetét és a szerzői jogokat jelzi, nem szolgál a cikkben szereplő információk forrásmegjelöléseként.